# Akhraten
Akhraten foi o Vigésimo Sexto Rei da Dinastia Napata do Reino de Cuxe que governou de 350 a 335 a.C.,  ele sucedeu seu meio-irmão de nome desconhecido (filho de seu pai Harsiotef com Batahaliye) .  Após seu entronamento recebeu seu nome real, Neferibre ("Rá é aquele cujo coração é lindo")  , além desse recebeu como nome de Hórus  Kanakht-Tjema Neditef ("Grande Touro cujo braço é poderoso, Protetor de seu pai"). 

## Histórico
Durante o reinado de Harsiotef (404-369 a.C.) aumentou-se a metalurgia utilizando-se o ferro e Cuxe novamente se tornou um Estado poderoso, com uma política externa agressiva, mas depois de sua morte o reino entrou um período de confusão. Entre 369 e 353 governou um rei cujo nome é desconhecido, filho de Harsiotef com sua primeira rainha Batahaliye. E somente em 350 a.C. é que ascendeu ao poder Akhraten.
Akhraten  (também transliterado Akhratan,  Akhratañ, 
Akharitene  e Akh-Aritene ) era filho de Harsiotef e sua segunda esposa, Pelkha.
O que se sabe sobre sua história foi descoberto através de inscrições de uma estátua de granito preto sem cabeça, preservada no Museum of Fine Arts de Boston e que foi encontrada no templo de Ámon na colina de Jebel Barcal  e em um bloco com inscrições contendo o seu nome real encontrado na pirâmide Nu 14 em Nuri, na qual ele foi enterrado em 335 a.C..  
Ele foi sucedido por Nastasen , outro filho de Harsiotef.